# Liste von Materia Medica der traditionellen uigurischen Medizin
Dies ist eine Liste von Materia Medica der traditionellen uigurischen Medizin. Die uigurische Medizin entwickelte sich aus der arabischen Medizin, der antiken griechischen Medizin und der traditionellen chinesischen Medizin.
Die Angaben erfolgen zusätzlich in Pinyin-Schreibung und in chinesischen Kurzzeichen:

## Übersicht
Quellen: cintcm.com, tcm-resources.com
- Prunus amygdalus (Badanxing 巴旦杏)
- Vitis vinifera (Suosuo putao 索索葡萄)
- Cuminum cyminum (Ziran 孜然)
- Vernonia solanifolia (Qucong banjiuju 驱虫斑鸠菊)
- Alhagi pseudalhagi (Citang 刺糖)
- Matricaria chamomilla (Yan ganju 洋甘菊)
- Anethum graveolens (Shiluo 莳萝)
- Ziziphora clinopodioides (Cunxiangcao 唇香草)
- Cicer arietinum (Xinjiang yingzueidou 新疆鹰嘴豆)
- Dracocephalum heterophyllum (Yiye qinglan 异叶青兰)
- Saussurea laniceps oder Saussurea involucrate oder Saussurea medusa (Xuelianhua 雪莲花)
- Populus diversifolia (Huyang 胡杨) (Hutonglei 胡桐泪)

- Moschus moschiferus (Shexiang 麝香)
- Physeter catodon (Longxianxiang 龙涎香)
- Viverra zibztha (Hailixiang 海狸香)
- (Daiyicao 黛衣草)
- Syzygium aromaticum (Dingxiang 丁香)
- Amomum cardamomum (Doukou 豆蔻)
- Piper longum (Bibo 荜茇)

- Strychnos nux-vomica (Maqianzi 马钱子) hochgiftig
- Datura metel oder Datura innoxia (Mantuoluo 曼陀罗) hochgiftig
- Hyoscyamus niger (Tianxianzi 天仙子) hochgiftig
- Peganum harmala (Luotuopeng 骆驼蓬) hochgiftig

- Polygonatum odoratum (Yuzhu 玉竹) ist Xinjiang Polygonatum (Xinjiang huangjin 新疆黄精)
- Dictamnus dasycarpus (Baixianpi 白鲜皮) ist Xianye baixian 狭叶白鲜
- Leonurus heterophyllus (Yimucao 益母草) ist Xinjiang Leonurus (Xinjiang yimucao 新疆益母草)
- Nelumbo nucifera (Hehua 荷花) ist Nymphaea tetragna (Shuilian 睡莲)

- Saposhnikovia divaricata (Fangfeng 防风)
- Paeonia lactiflora oder Paeonia obovata oder Paeonia veitchii (Chishao 赤芍)
- Notopterygium incisum oder Notopterygium forbesii oder Notopterygium franchetii (Qianghuo 羌活)
- Angelica pubescens oder Angelica dahurica oder Angelica porphyrocaulis oder Heracleum hemsleyanum oder Heracleum lanatum oder Aralia cordata (Duhuo 独活)
- Aucklandia lappa (Muxiang 木香)
- Rubia cordifolia (Qiancao 茜草)
- Codonopsis pilosula (Dangshen 党参)
- Rhizoma ligustici (Gaoben 藁本)
- Ephedra sinica oder Ephedra equisetina oder Ephedra intermedia (Mahuang 麻黄)
- Clematis chinensis (Weilingxian 威灵仙)

## Gesundheitshinweis
Einige der Materia medica sind hochgiftig.